# Université de Trás-os-Montes et Alto Douro
Pour l'équipe sportive, voir Université de Trás-os-Montes et Alto Douro (futsal).
 (novembre 2018).
Si vous disposez d'ouvrages ou d'articles de référence ou si vous connaissez des sites web de qualité traitant du thème abordé ici, merci de compléter l'article en donnant les références utiles à sa vérifiabilité et en les liant à la section « Notes et références ».
L'université de Trás-os-Montes et Alto Douro (en portugais : Universidade de Trás-os-Montes e Alto Douro) est une université publique portugaise fondée en 1986 à Vila Real.